# John George Alexander Baird
John George Alexander Baird (* 1854; † 6. April 1917) war ein schottischer Politiker der Conservative Party.

## Leben
Er war der ältere Sohn des Unterhausabgeordneten William Baird (1796–1864) und der Janet Johnstone.
Am 10. November 1880 heiratete Baird Susan Georgina Fergusson, Tochter von Sir James Fergusson, 6. Baronet. Mit ihr hatte er eine Tochter.
In diente in verschiedenen Kavallerieeinheiten der British Army und stand 1902 im Rang eines Oberstleutnants. Er verstarb im Jahre 1917.

## Politischer Werdegang
Erstmals trat Baird bei den Unterhauswahlen 1885 zu Wahlen auf nationaler Ebene an. Er kandidierte für die Conservative Party im neugeschaffenen Wahlkreis Glasgow Central gegen den Liberalen Gilbert Beith. Am Wahltag erhielt Baird 45 % der Stimmen und verpasste folglich das Mandat für das britische Unterhaus. Bei den folgenden Unterhauswahlen 1886 gewann er rund 12 % an Stimmen hinzu und zog erstmals in das House of Commons ein. Bei den folgenden Wahlen 1892 und 1895 hielt Baird sein Mandat gegen wechselnde liberale Kontrahenten. Nachdem es bei den Wahlen 1900 im Wahlkreis Glasgow Central keinen Gegenkandidaten gab, trat bei den folgenden Unterhauswahlen 1906 der Liberale Andrew Mitchell Torrance gegen Baird an. Dieser errang die Stimmmehrheit und Baird schied aus dem Unterhaus aus.